# Lysimachia excisa
Lysimachia excisa är en viveväxtart som beskrevs av Hand.-mazz. Lysimachia excisa ingår i släktet lysingar, och familjen viveväxter. Inga underarter finns listade i Catalogue of Life.